# Cryosophila williamsii
Cryosophila williamsii là loài thực vật có hoa thuộc họ Arecaceae. Loài này được P.H.Allen mô tả khoa học đầu tiên năm 1953.

## Hình ảnh

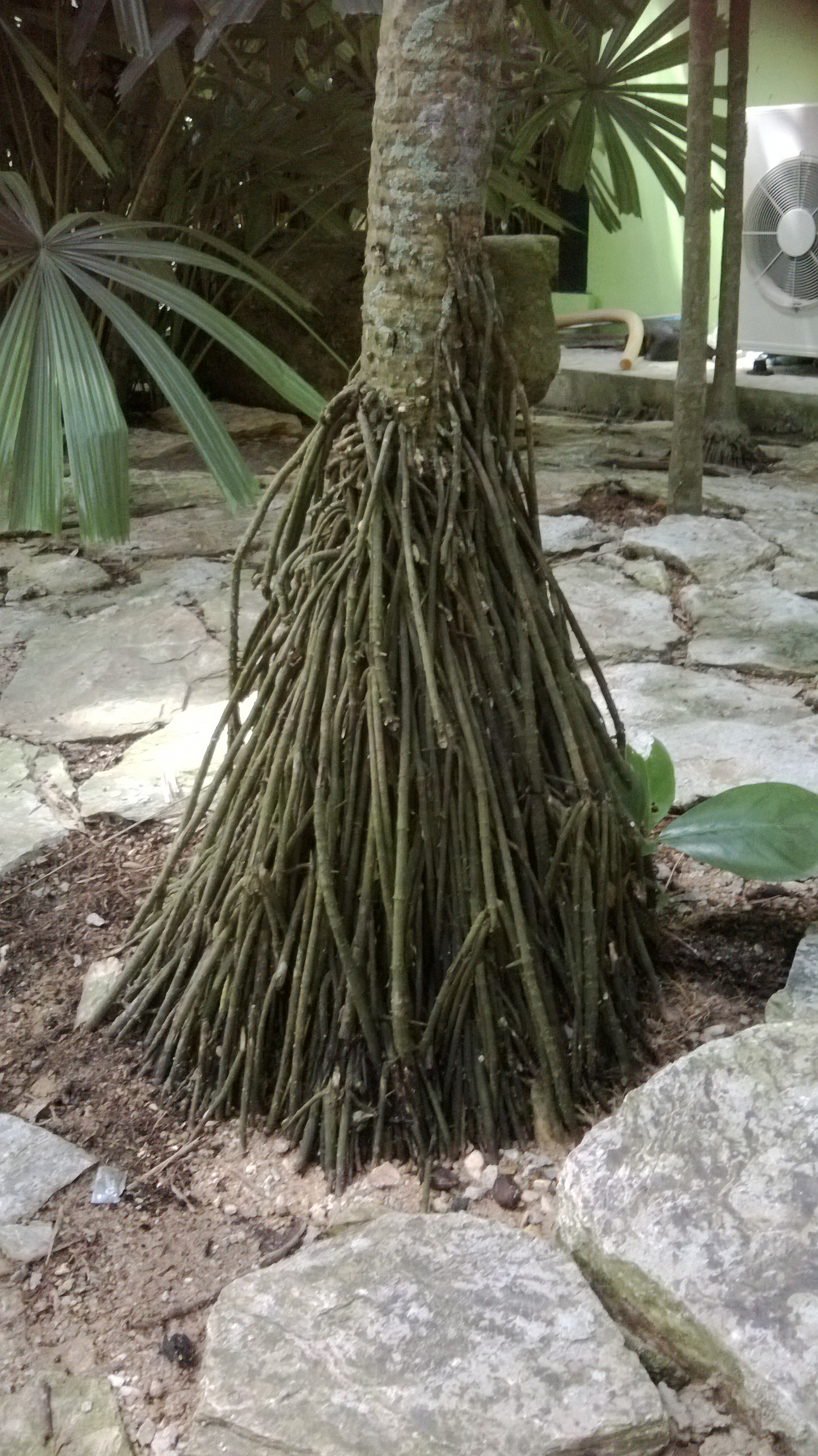